# Costituzioni egidiane

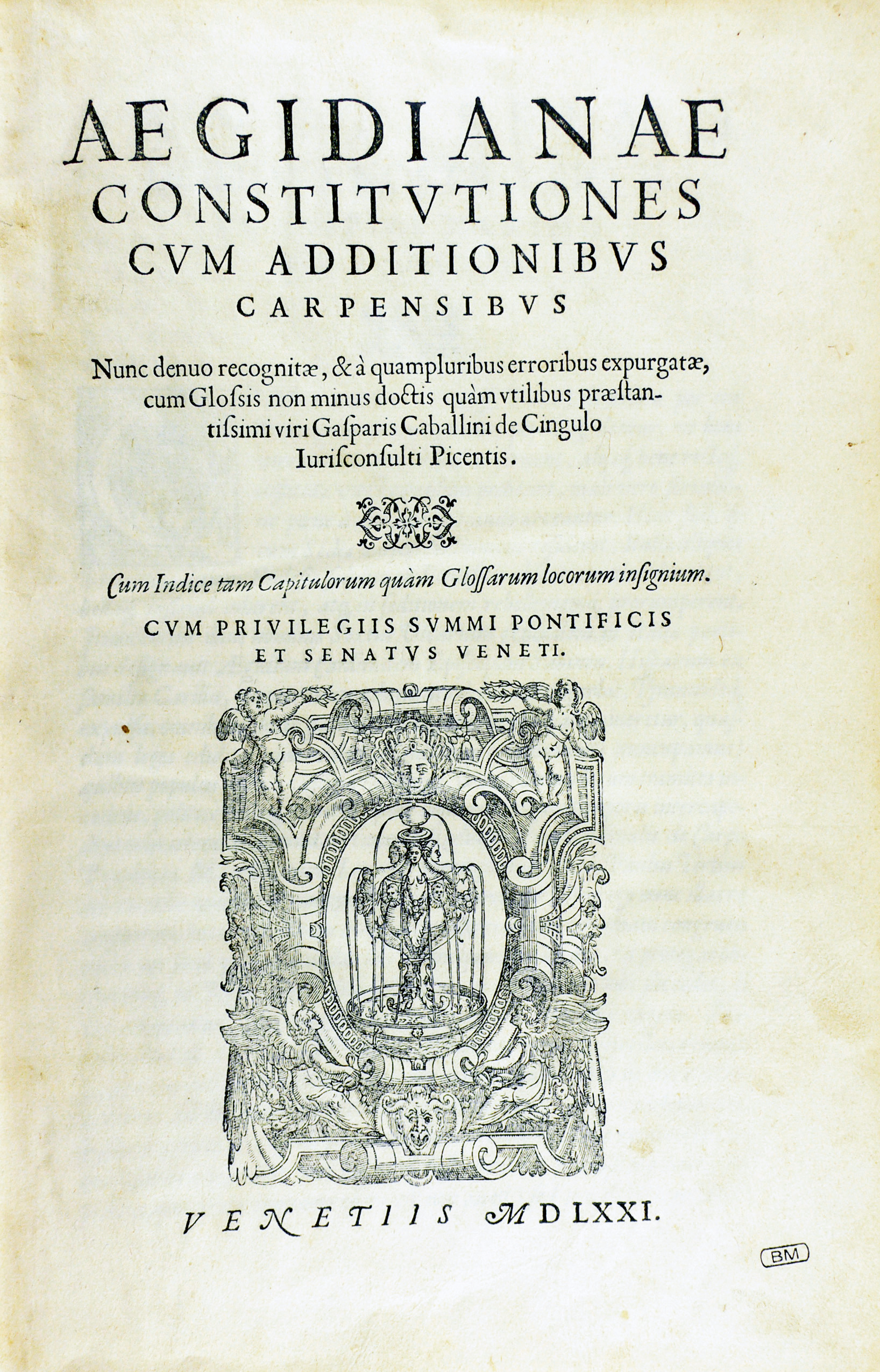
Aegidianae Constitutiones, 1571 (Fondazione Mansutti, Milano).

Il Liber Constitutionum Sanctae Matris Ecclesiae (noto anche Constitutiones Aegidianae, in italiano Costituzioni egidiane) è una raccolta di leggi sul governo dello Stato della Chiesa promulgata nel 1357 e stampata per la prima volta nel 1473.

## Storia
La raccolta comprende sei libri ed è stata redatta per la prima volta nel 1357 dal cardinale Egidio Albornoz, legato e vicario generale dello Stato Pontificio, da cui prende il nome. I volumi furono redatti a Fano durante il parlamento della Provincia Romandiolæ (30 aprile, 2 e 3 maggio 1357).
Il cardinale Albornoz fu un abile politico e condottiero militare, che riconquistò la Tuscia, il Ducato di Spoleto, la marca di Ancona e la Romandiola. Albornoz raccolse le consuetudini di questi territori, mettendo per iscritto un corpo normativo che sarebbe stato poi applicato su tutto il territorio pontificio. Dopo la conquista di Forlì, ultima città ghibellina a piegarsi all'autorità papale (4 luglio 1359), le Constitutiones furono integrate con gli statuti emanati nella città romagnola, noti sia come Statuti egidiani sia come Leggi di Forlì.
Nel 1478 papa Sisto IV (bolla Etsi de cunctorum) estese le Constitutiones a tutto lo Stato Pontificio; il provvedimento fu confermato da Paolo III nel 1538. Le Costituzioni egidiane rimasero in vigore, sopra ogni statuto cittadino, fino alla riforma del cardinal Ercole Consalvi del 1816.
La prima edizione a stampa delle Costituzioni venne pubblicata nel 1473 a Jesi da Federico del Conte di Verona; essa contiene molti errori rispetto all'opera originale. Nel 1544 il cardinale Rodolfo Pio è intervenuto sul testo originale apportando diverse correzioni, note successivamente come Additiones Carpenses; nel 1558, lavorando alla preparazione di queste correzioni, Benvenuto Stracca aveva dedicato a quest'opera il suo trattato De proxenetis. Un'ulteriore edizione apparve a Venezia nel 1571 con l'aggiunta di glosse di Gaspare Cavallini. Un esemplare di questa edizione è conservato presso la Fondazione Mansutti di Milano.
Le Costituzioni egidiane rimasero in vigore fino al 1816.

## Contenuto
L'opera è divisa in sei libri ed è ripartita in base alla suddivisione territoriale dello Stato Pontificio nelle tradizionali cinque province: Campagna e Marittima (Ferentino), Patrimonio di S. Pietro in Tuscia (Montefiascone), il Ducato di Spoleto, la Marca anconitana (Macerata) e Provincia Romandiolæ (Faenza). Il corpo normativo elencava dapprima le disposizioni emanate dai pontefici precedenti, la maggior parte delle quali non aveva ancora trovato piena applicazione. Inoltre, chiariva i rapporti con i feudatari e regolamentava le questioni giurisdizionali, sia quelle interne sia quelle con gli altri Stati. Le province erano affidate a dei rettori, che erano a capo della giurisdizione civile e penale e a cui spettava l'onore-onere della difesa militare del territorio. Potevano avere poteri anche in campo amministrativo e finanziario. Dovevano sottostare all'autorità suprema del legato pontificio.

## Edizioni

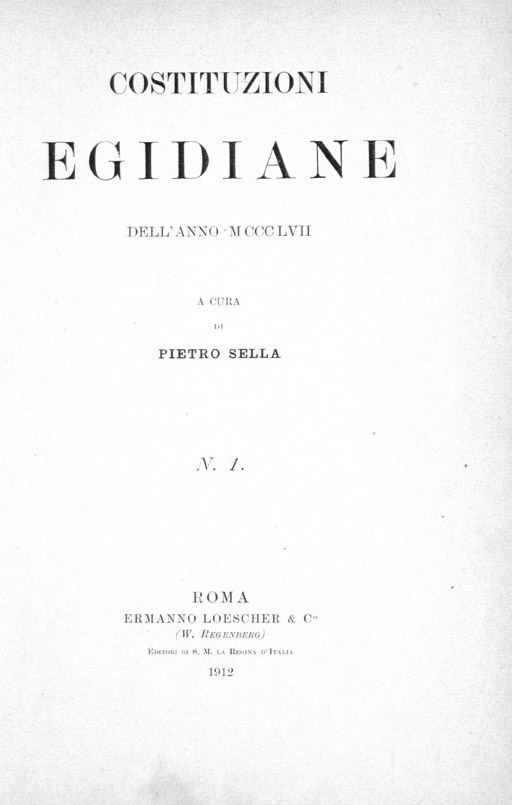
Pietro Sella, Costituzioni egidiane dell'anno MCCCLVII, 1912

- Pietro Sella, Costituzioni egidiane dell'anno MCCCLVII, Roma, E. Loescher e C., W. Regenberg, 1912.